# Bauntovskij ėvenkijskij rajon
Il Bauntovskij ėvenkijskij rajon (in russo Баунтовский эвенкийский район?) è un municipal'nyj rajon della Repubblica autonoma di Buriazia, nella Siberia. Istituito nel 1925, occupa una superficie di 66.816 chilometri quadrati, ospita una popolazione di circa 10.104 abitanti ed ha come capoluogo Bagdarin.